# Synthecium subventricosum
Synthecium subventricosum is een hydroïdpoliep uit de familie Syntheciidae. De poliep komt uit het geslacht Synthecium. Synthecium subventricosum werd in 1914 voor het eerst wetenschappelijk beschreven door Bale. 